# Avions Voisin C22
Avions Voisin C22 (33CV) модель випускалась впродовж 1931-1935 років компанією Avions Voisin.

## Історія
Одночасно з моделлю Avions Voisin C20 з мотором V12 Габріель Вуазен випустив модель Avions Voisin C22 (1930) з 6-циліндровим рядним мотором об'ємом 5830 cm³ з моделі С16. Завдяки переробленому шасі з С20 Siroco з перевернутими лонжеронами рами, що лежали під елементами трансмісії - карданним валом, заднім мостом і пружинам підвіски, автомашина мала загальну висоту не більше 1,50 м при колісній базі до 3,71 м. Дизайн моделей C20, С22 відкрили так звані "гострі (прямі) кути"  кузова, які будуть характерні для цього періоду діяльності Г. Вуазена. Кузов мав об'єм салону, як у не є занижених моделей, забезпечуючи пасажирам звичний комфорт. Двері до литих стійок було підвішено на шарнірах фортепіанного типу. У глушниках використано литі чавунні деталі. Задня частина коробки передач розміщувалась у салоні поміж передніми сидіннями. Над дизайном кузова працював Андре Тельмот (фр. Andre Noël-Noël Telmont). За легендою до дизайну декотрих частин авто залучали Ле Корбюзьє. Загалом зовні моделі С20 і С22 не відрізнялись.
Один з Avions Voisin C22 французький емігрант привіз до Бразилії, де через перегрів мотору для барона, мільйонера Роберто Маріньо встановили додаткові хромовані радіатори і повітрязабірники.. На ньому 24 вересня 1933 року у похмуру погоду механік, фотограф Антоніо Лопес досягнув рекордну швидкість 144 км/год на дорозі Ріо-Петрополіс. Однак на гірській дорозі у спеку безклапанний мотор розплавився. Через посольство Франції Маріньо замовив новий мотор, який очікував більше 6 місяців.
Кузови для С22 пропонували однотипні з С20: седан (Myra), півседан (напів-вантажівка) (Mylord), 4-місний кабріолет (Myrte). Пасажири розміщувались доволі низько, що підвищувало стійкість і керованість автомобіля на швидкості до 160 км/год. Через економічну кризу і високу вартість модель С22 випускалась обмеженою серією. На 1933 декілька автомобілів були нерозпродані.

### Технічні дані Voisin C22
|                       |                                           |
| Розміри               | Параметри                                 |
| Роки випуску:         | 1931-1934                                 |
| Довжина:              | 5270 мм                                   |
| Висота:               | 1500 мм                                   |
| Колісна база:         | 3595 мм                                   |
| Колія передніх коліс: | 1520 мм                                   |
| Колія задніх коліс:   | 1490 мм                                   |
| Маса порожнього:      | 2200 кг                                   |
| Мотор                 | 6-циліндровий, рядний, карбюратор Cozette |
| Потужність мотору:    | 80 к.с.                                   |
| Об'єм мотору          | 5830 см³, 72×100 мм                       |
| Трансмісія :          | КП 4-ступінчаста механічна Cotal          |
| Швидкість :           | бл. 145 км/год.                           |